# Your Lies in Check
Your Lies in Check è il disco d'esordio dei Cripple Bastards, pubblicato nel 1996.

## Tracce
1. Being Ripped Off - 2:01
2. Without A Shadow Of Justice - 0:22
3. Prejudices & Walls - 0:37
4. Images Of War/Images Of Pain - 1:21
5. Imposed Mortification - 0:17
6. Prospettive Limitate - 1:04
7. Intelligence Means... - 0:19
8. Disagreeable Selections - 0:44
9. Caught In Your Silence - 1:39
10. Prisons - 0:26
11. Irenic - 0:12
12. September 18th, 1993 - 0:53
13. A Dispetto Della Discrezione - 0:05
14. Watching Through My Chaos - 0:59
15. Newscast Slave - 0:08
16. Round Table - 0:17
17. Italia Di Merda - 1:11
18. The Outside World - 0:17
19. My Mind Invades - 1:07
20. Danas Je Dan Za Lijencine - 1:28
21. More Frustrations - 0:35
22. Stimmung - 1:44
23. Ghiacciaio - 0:09
24. What I Thought - 0:44
25. Negative Fractures: Peasants/Authority?/My Last Hours/Falling Wish/Asti Punks/Preach And Let Die/Misunderstanding Of Equality - 0:46
26. Ratings - 0:53
27. Paranoiac - 1:15
28. Frightened/Neglected - 0:26
29. 1974 - 1:09
30. Milicija Die!! - 0:15
31. Walk Away - 0:45
32. Nichilismo Ampliato - 0:05
33. Vital Dreams - 1:35
34. Blue Penguins - 0:09
35. Bonds Of Enmity - 0:42
36. Ragman - 1:29
37. Windows - 0:04
38. Rending Aphthous Fevers - 0:07
39. Bane - 1:16
40. Living Monuments - 0:22
41. War Spoils - 0:26
42. We Can Work It Out - 1:27
43. Self-Justice Punks - 0:39
44. Incorporated Grave - 0:11
45. D.S.S. (Double Scented Shit) - 0:10
46. Sexist Society... Must Destroy It! - 1:39
47. The Last Shipwrecked - 0:05
48. Intransigent Simpathy - 0:11
49. Polizia, una razza da estinguere - 0:49
50. Cormorant - 0:08
51. Life In General - 0:23
52. Hydrophobic Web - 1:23
53. Padroni - 0:46
54. Useful/Useless - 0:21
55. More Restrictions. Why? - 0:40
56. Miniaturized Eden - 0:23
57. Something Wrong - 0:12
58. 21st Century Schizoid Man - 1:59
59. Devozioni? - 0:34
60. Nothing On Earth - 1:29
61. Invito alla riservatezza - 0:07
62. Come è falso Dio - 0:04
63. Radije Volim... - 1:08
64. S.L.U.T.S. - 0:18
65. Grimcorpses - 0:45
66. Offensive Death - 0:14
67. My Serenity - 0:58
68. Dealing With A Pressing Problem - 1:00
69. Necrospore - 0:11